# Dornier Do 335 Pfeil

Dornier Do 335 skolflygplan.

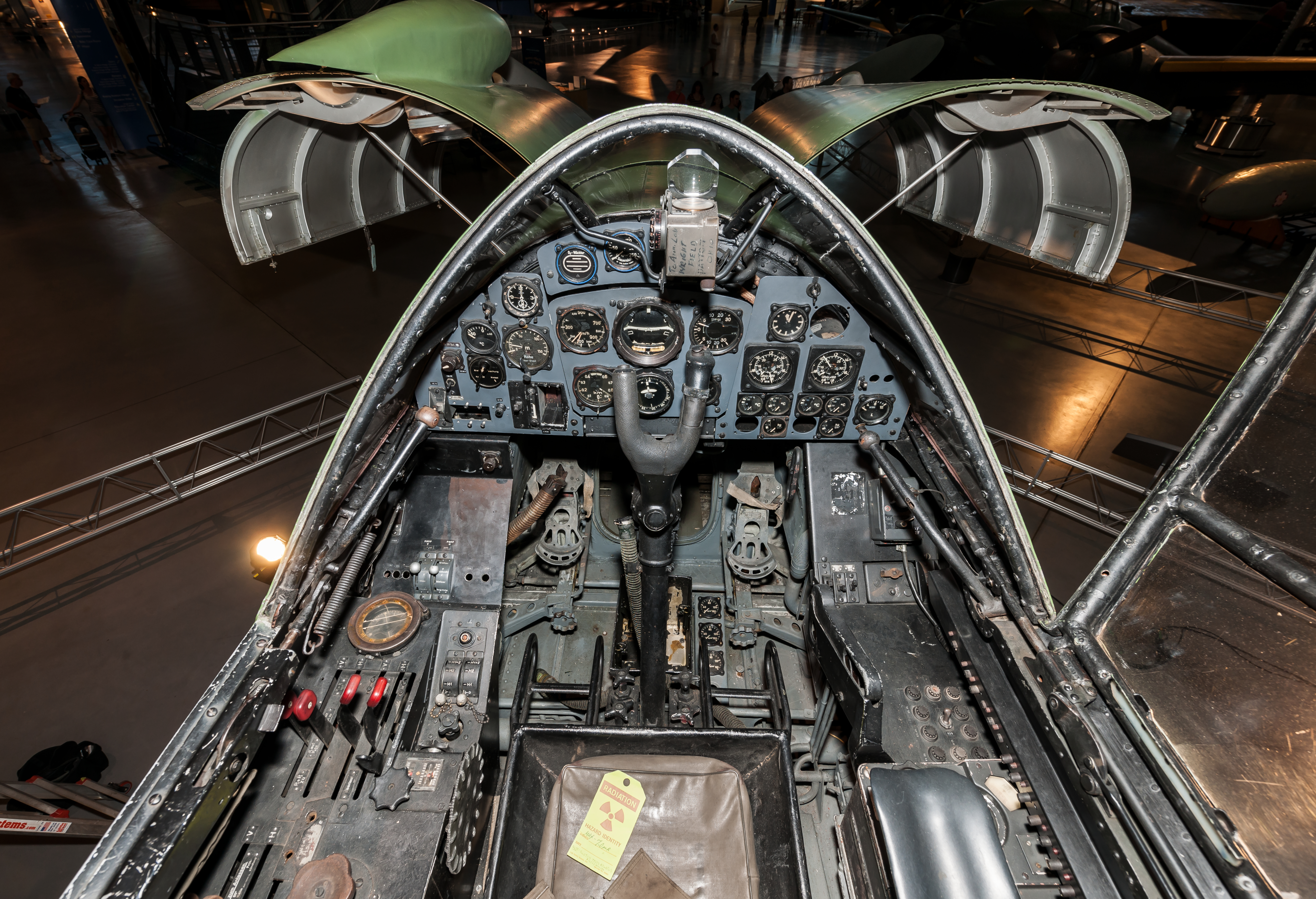
Dornier Do 335 A-0 Cockpit.

Dornier Do 335 Pfeil (Pilen) var ett tyskt tvåmotorigt propellerdrivet jaktflygplan från andra världskriget.

## Historia
Do 335 tillhör den lilla grupp flygplan som markerar höjdpunkten för kolvmotorns utveckling inom flygets historia. Den var på sin tid det snabbaste massproducerade kolvmotordrivna jaktplan som någonsin tillverkats och kunde nå 846 km/h i planflykt vid en tidpunkt då det officiella världsrekordet var 755 km/h. Planet drevs av två stycken motorer på 1 800 hk vardera i 
Den unika konfigurationen bestående av av en motor som skjuter på i aktern och en som drar i nosen, som hade patenterats 1937 av Claudius Dornier. Med de båda stora motorerna och med full last vägde planet 9 600 kg vilket gjorde det till ett exceptionellt tungt jaktplan. I den innovativa designen ingick även ett katapultstolsystem för pilotens säkerhet som förutom själva katapultstolen även innebar att stjärtrodret lossnade för att förhindra att piloten fastnade i den bakre propellern.
Den okonventionella konfigurationen innebar att planet fick den dubbla motorstyrkan jämfört med ett vanligt enmotorigt jaktplan, men samtidigt dettas låga luftmotstånd och en bättre manöverduglighet. RLM visade stort intresse för designen, men ville till en början att Dornier enbart skulle tillverka bombplan. 1942 höll Dornier fortfarande på med skissandet och Tysklands situation i kriget förvärrades, Luftwaffe var i stort behov av ett multifunktionellt plan och prototypen Do 335V-1 (där bokstaven "V" står för Versuch, dvs "test") flög första gången i september 1943, sex år efter att de första lyckade flygningarna med experimentflygplanet Göppingen Gö 9. RLM lade omedelbart en order på 14 prototyper, 10 A-0 förserieplan, 11 A-1 ensitsiga jaktplan, 3 A-10 och A-12 tvåsitsiga skolflygplan.
För att vara ett ensitsigt jaktplan var Do 335 enorm med sin krucifixlika form och det trehjuliga landningsstället. De två vätskekylda DB 603-motorerna användes i fyra olika versioner, alla var de på 44,5 liter och vägde 910 kg. V12-motorn producerade 1 750 hk med insprutning och en kompression på 8.3:1. Om piloten utlöste det pneumatiska katapultsystemet lösgjordes den bakre trebladiga propellern och ryggfenan med hjälp av explosiva bultar, detta för att förhindra att han skulle fastna där vid en utskjutning. Samtidigt som ryggfenan släpptes, lutades pilotens säte 13 grader bakåt och sköts ut med en kraft motsvarande 20G. Vid en buklandning kunde även bukfenan lösgöras.
I motsats till ett konventionellt tvåmotorigt plan, utgjorde förlusten av en motor inget problem för flygningen. Även om den ena motorn inte skulle fungera, kunde planet fortfarande flyga i respektingivande 621 km/h. På grund av sitt utseende döpte piloterna planet till Ameisenbär, "myrsloken", även om de beskrev det som utomordentligt manöverdugligt, särskilt i skarpa svängar och vid acceleration. Do 335 visade sig vara väldigt fogligt utan några farliga tendenser till att gå i spinn. Ett stort antal Do 335-prototyper tillverkades då Tyskland desperat försökte få fram jaktplan, nattjaktplan och snabba spaningsplan. I december 1943 tog RLM fram en produktionsplan om att 310 Do 335 skulle vara tillverkade i slutet av 1945. Den ursprungliga tillverkningen skedde på Dornier Manuelfabriken, men den blev svårt skadad under bombningarna i mars-april 1944 och verktygen för tillverkning blev förstörda.
Tio Do 335A-0 förserieplan tillverkades på Dorniers Oberpfaffenhofen fabrik under perioden juli-oktober 1944, en tid då de allierades bombningar försenade leveranserna av motorer, propellrar, radioutrustning och andra komponenter. Detta påverkade tillverkningen allvarligt eftersom Do 335 var ett komplicerat flygplan. Enbart installationen av elektroniken tog 60 timmar och listan på de olika elektroniska komponenterna var 112 sidor lång. Produktionen av motorerna från Daimler-Benz skulle flyttas från de utsatta fabrikerna ovan jord till fabriker inrättade i underjordiska salt- och gipsgruvor, men den höga luftfuktigheten orsakade korrosionsproblem och tillverkningen sjönk med 40%. Även om flera av förserieplanen senare blev uppgraderade till stridsklara versioner ungefär tio månader innan krigsslutet hann ingen Do 335 delta i någon strid. De första leveranserna av planet gick till I/Versuchsverband Ob.d.L. (ungefär "Första Utvärderingsförbandet") där man i slutet av juli 1944 började göra operativa flygningar. 
Den första av Do 335A-1 (produktionsversion) lämnade Dorniers monteringsband i Friedrichshafen i början av 1945, som en av de fyra som produceras 1945. Den var beväpnad med en 30 mm MK 103-kanon (70 skott) som sköt genom propellernavet och två 15 mm MG 151-kulsprutor (200 skott per vapen) som sköt från toppen av den främre motorn. Trots att Luftwaffe var i ett så skriande behov av jaktplan, var dessa flygplan fortfarande utrustade för att transportera 500 kg bomber internt. Ytterligare operativa tester, inklusive användning av luft/mark robotar, inleddes våren 1945 med prövningsenheten Erprobungskommando 335. 
Do 335A-6 skulle blivit ett tvåsitsigt nattjaktplan med avancerade FFO FuG-217J Neptun radar med en treudds-liknande antenner (därav namnet "Neptun") på flygkroppen och vingarna, men bara en prototyp blev färdigställd. Sammanlagt 37 prototyper, 10 A-0, 11 A-1 och 2 A-byggdes samt 12 skolflygplan med dubbelkommando, även om nästan 85 nya flygplan fanns i monteringshallen när amerikanska trupper erövrade Friedrichshafen-fabriken i slutet av april 1945. Wien-Schwechat anläggning av Ernst Heinkel AG planerades även att bygga Do-335 med början i februari 1945, men produktionen kom aldrig igång.

## Överlevaren
Det enda kända exemplaret av Do 335 finns idag på Smithsonians National Air and Space Museum (NASM) i USA. Det exemplar som befinner sig där är den andra Do 335A-0, enligt Dornier A-02, med Werkenummer 240102 och fabriksregistrering VG+PH. Den färdigställdes av Dorniers fabrik i Rechlin-Oberpfaffenhofen, Tyskland den 16 april 1945. Det erövrades av de allierade styrkorna vid anläggningen den 22 april 1945. Efter genomgång flögs det från en gräsbana på Oberweisenfeld, nära München, till Cherbourg, Frankrike. Under denna flygning utmanövrerade och distanserade med lätthet denna Do 335 de två eskorterande P-51 Mustang och slog dem under resan till Cherbourg med 45 minuter. Enligt US Army Air Force's "Project Sea Horse" så skeppades två Do 335 till USA ombord på Royal Navy HMS Reaper tillsammans med andra tillvaratagna tyska flygplan, för detaljerad utvärdering. Detta flygplan (240102) tilldelades den amerikanska flottan, som testade det på test- och utvärderingscenter Patuxent River Naval Air Station, Maryland. Det andra flygplanet, med registrering FE-1012 (senare T2-1012), gick till USAAF i Freeman Field, Indiana, där det testades i början av 1946. Vad som hänt med planet sedan är okänt. 
Efter flottans testflygningar under åren 1945–1948, donerades flygplanet till Smithsonian's National Air Museum 1961 men förvarades på NAS Norfolk fram till 1974. Då skeppades det till Oberpfaffenhofen, Tyskland, där Dornier återställde planet till ursprungligt skick 1975. För att maskinen skulle kunna resa tillbaka till Tyskland krävdes ett undantag enligt amerikansk lagstiftning om export av krigsmateriel. De personer på Dornier som utförde renoveringen – av vilka många hade arbetat med detta plan 1945 – blev förvånade över att upptäcka att sprängladdningarna monterade för att lösgöra stjärtfenan och den bakre propellern i en nödsituation fortfarande fanns kvar i flygplanet och ännu var aktiva, 30 år efter ursprungliga installationen. Do 335 ställdes ut i Hannover 1-9 maj 1976 , och lånades sedan till Deutsches Museum i München, där det var utställt till dess att det 1986 återvände till Silver Hill i Maryland.

## Varianter
- Do 335A-0, prototypen, ensitsigt plan för jakt och markattack, 10 stycken byggdes. Motorerna utgjordes av två DB 603A-2-motorer.
- Do 335A-1,
- Do 335A-4, spaningsmodell utrustad med två Rb 50/30-kameror. 14 stycken byggdes och ytterligare sex var under produktion när kriget tog slut.
- Do 335A-6, tvåsitsig nattjaktsvariant utrustad med FuG 220 och FuG 350 radar.
- Do 335A-10, skolflygplan.
- Do 335A-12, skolflygplan.
- Do 335B-1, tungt jaktflygplan utrustad med två 20 mm:s MG 151/20
- Do 335B-2, tungt jaktflygplan utrustad med två 30 mm:s MK 103
- Do 335B-3, tungt jaktflygplan utrustad med två 1566 kW:s DB 603LA-motorer.
- Do 335B-4, tungt jaktflygplan med en något modifierad vingkonstruktion
- Do 335B-5, nattjaktsvarianten av B-1
- Do 335B-6, nattjaktsvarianten av B-2
- Do 335B-7, nattjaktsvarianten av B-3
- Do 335B-8, nattjaktsvarianten av B-4
- Do 435, tvåsitsigt nattjaktsflygplan. Inga plan av denna variant tillverkades.
- Do 535, ett samarbete med Heinkel där den aktre motorn skulle ersättas med en turbojetmotor. Inga plan av denna variant tillverkades.

## Liknande flygplan
- Cessna 336 Skymaster